# Las Vegas (sång)
"Las Vegas", skriven av Tim Larsson, Tobias Lundgren, Johan Fransson och Niklas Edberger, och framförd av Martin Stenmarck, var det segrande bidraget i den svenska Melodifestivalen 2005. Låten lyckades under 2005 som bäst hamna på en 2:a plats på Svensktoppen och 1:a på försäljningslistan för singlar i Sverige. Vid Eurovision Song Contest 2005 i Kiev i Ukraina slutade melodin på en 19:e plats av 24 bidrag i finalen. Bidraget hade på förhand inga större förväntningar på sig att vinna. Att låten enbart fick 30 poäng gjorde att Sverige var tvungna att kvala in till 2006 års tävling. 

## Listplaceringar
| Lista (2005) | Position |
| ------------ | -------- |
| Sverige      | 1        |